# Метт Джарвіс
Метт'ю Джарвіс (англ. Matthew Jarvis, нар. 22 травня 1986, Мідлсбро) — англійський футболіст, фланговий півзахисник клубу «Норвіч Сіті».

## Клубна кар'єра
Народився 22 травня 1986 року у Мідлсбро. Вихованець юнацьких команд футбольних клубів «Міллволл» та «Джиллінгем».
У дорослому футболі дебютував 2003 року виступами за команду клубу «Джиллінгем», в якій провів чотири сезони, взявши участь у 110 матчах чемпіонату. Більшість часу, проведеного у складі «Джиллінгема», був основним гравцем команди.
До складу клубу «Вулвергемптон Вондерерз» приєднався 2007 року і відіграв за клуб з Вулвергемптона 164 матчі в національному чемпіонаті протягом 5 сезонів, три з яких у Прем'єр-лізі, куди команда вийшла влітку 2009 року.
24 серпня 2012 року, після того як «вовки» вилетіли в Чемпіоншіп, Джарвіс підписав контракт терміном на п'ять років з «Вест Гем Юнайтед», який заплатив за гравця рекордну для себе суму, але вона не була офіційно розкритою. За «Вест Гем» Джарвіс виступав протягом трьох сезонів, а на початку сезону 2015/16 був орендований клубом «Норвіч Сіті». Пізніше «Норвіч» викупив права на футболіста і уклав контракт з футболістом на 3,5 роки. Наразі встиг відіграти за команду з Норвіча 12 матчів в національному чемпіонаті.

## Виступи за збірну
Джарвіс був викликаний в збірну Англії у березні 2011 року на майбутні матчі проти збірної Уельсу (відбірковий матч до Євро-2012) та збірної Гани (товариський матч). Він не був включений в заявку на матч проти валлійців, однак 29 березня вийшов на заміну в матчі проти збірної Гани, замінивши Джека Вілшира на 70-й хвилині зустрічі. Матч завершився внічию з рахунком 1:1. Таким чином, Джарвіс став першим представником «Вулвергемтона» у збірній Англії з 1990 року, коли за збірну грав Стів Булл.